# Borax
Borax hay trong dân gian còn gọi là hàn the là tên gọi để chỉ các khoáng chất hay hợp chất hóa học có quan hệ gần nhau:
- Borax khan hay natri tetraborat khan (Na2B4O7)
- Borax pentahydrat (Na2B4O7·5H2O)
- Borax decahydrat (Na2B4O7·10H2O)[1]

Thuật ngữ borax thông thường được dùng để chỉ borax decahydrat. Từ đây trở đi thuật ngữ này được dùng để chỉ borax decahydrat.
Borax cũng được gọi là natri tetraborat ngậm 10 nước, là một hợp chất hóa học quan trọng của bor. Nó là một chất rắn kết tinh màu trắng, mềm, nhiều cạnh, có vị ngọt mặn dễ dàng hòa tan trong nước nhưng không tan trong cồn 90 độ. Khi để ngoài không khí khô, nó bị mất nước dần và trở thành khoáng chất tincalconit màu trắng như phấn (Na2B4O7·5H2O). Borax thương phẩm được bán ra thông thường bị mất nước một phần.

## Độ phổ biến
Borax có trong tự nhiên trong các trầm tích evaporit được tạo ra khi các hồ nước mặn bị bay hơi lặp lại theo mùa (xem hồ sa mạc). Các trầm tích có tầm quan trọng thương mại chủ yếu được tìm thấy gần Boron, California và các khu vực khác ở tây nam Hoa Kỳ, sa mạc Atacama ở Chile và ở Tây Tạng. Borax cũng có thể sản xuất nhân tạo từ các hợp chất chứa bor khác.

## Sử dụng

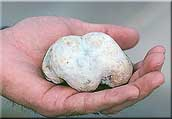
"Quả cầu bông" borax.